# Erik Weihenmayer
Sept sommets
Erik Weihenmayer, né le 23 septembre 1968, est un alpiniste américain. Le 25 mai 2001, il devient le premier aveugle à atteindre le sommet de l'Everest.
Il complète l’ascension des sept sommets en 2002.